# 米爾遜角

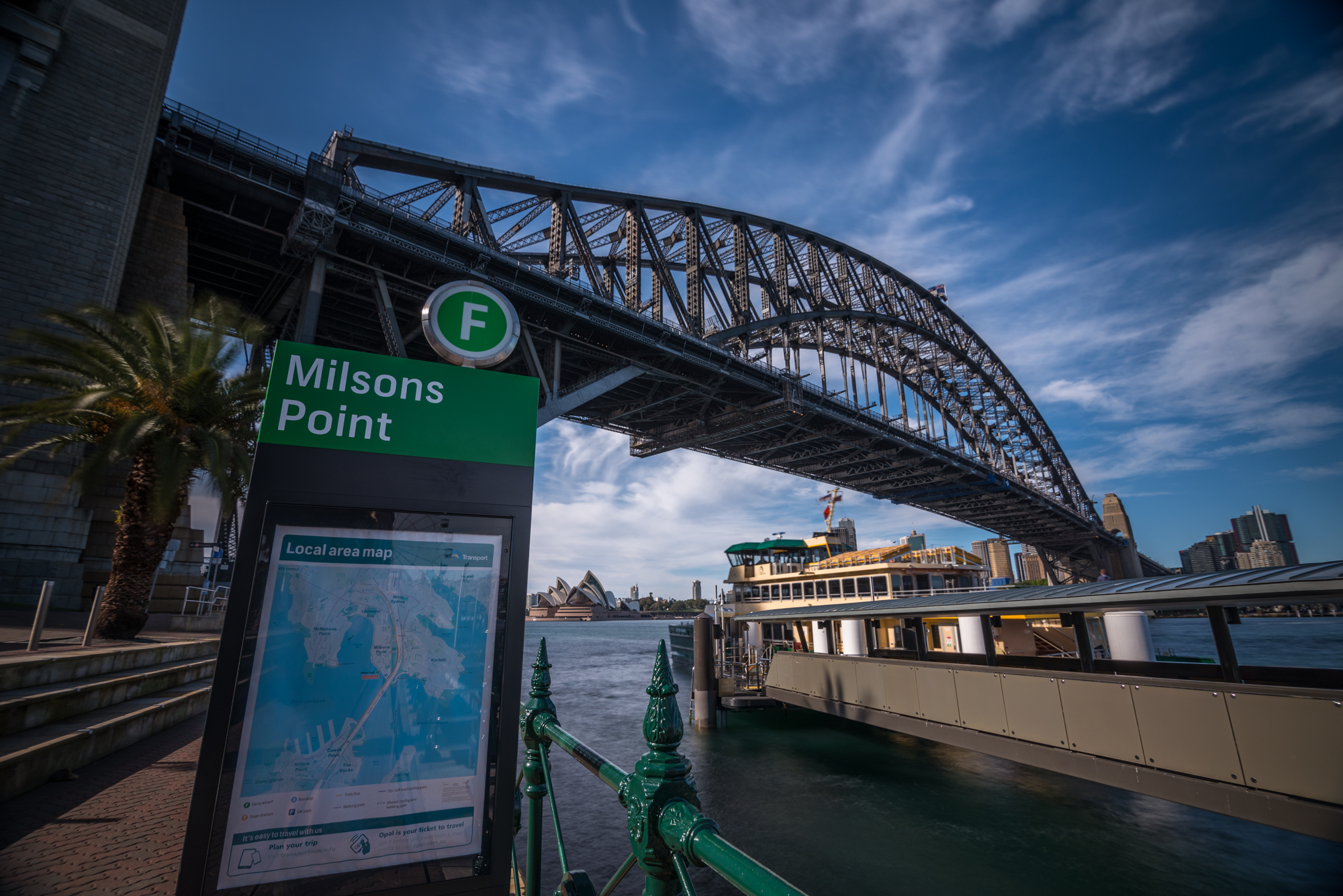

米爾遜角（英語：Milsons Point），澳大利亞新南威爾士州首府悉尼下北岸的一個商住混合區，位於悉尼海港大橋的北端，毗鄰北悉尼，與悉尼中心商業區只是一岸之隔。自1788年起有白人在這裡居住。米爾遜角亦得名自首批定居者中的詹姆斯·米爾遜（James Milson）。

## 歷史
米爾遜角得名于來自英國林肯郡的自由定居者（free settler）詹姆斯·米爾遜。在1820年代初期，他向羅伯特·坎貝爾（Robert Campbell）租用了120 acre（49 ha）的土地栽種蔬果及飼養牲口，向往來的船隻售賣石碴、食水及其他補給糧食。在1824年，他獲授予相鄰的50 acre（20 ha）的土地。1831年，米爾遜和坎貝爾曾經因為租務的糾紛對簿公堂。至1840年代，米爾遜向坎貝爾租用的土地面積減少至現杰弗里街（Jeffrey Street）一帶。1872年，米爾遜在家中去世，其家族繼續在該處持有物業，至1920年代被收回以興建悉尼海港大橋。

## 歷史建築
- 米爾遜角火車站（英语：Milsons Point railway station）
- 月亮公園
- 悉尼海港大橋

## 外部連結
- Margaret Park. . Dictionary of Sydney. 2008  [28 September 2015]. （原始内容存档于2014-02-03）. [CC-By-SA]